# .jo
.jo (Jordania) é o código TLD (ccTLD) na Internet para a Jordânia.